# Ploceus princeps
Ploceus princeps е вид птица от семейство Ploceidae.

## Разпространение
Видът е разпространен в Сао Томе и Принсипи.